# لوسيوس فيرتشايلد
لوسيوس فيرتشايلد هو ضابط ودبلوماسي وسياسي أمريكي، ولد في 27 ديسمبر 1831 في كينت في الولايات المتحدة، وتوفي في 23 مايو 1896 في ماديسون في الولايات المتحدة. نشط حزبياً في الحزب الجمهوري. وقد انتخب سفير وانتخب حاكم ولاية ويسكونسن ‏ (1866 – 1872).